# インバウンズ
インバウンズ（英：inbounds）はカシオ計算機傘下のカシオ情報機器が運営するWebサイト。インバウンド消費免税店向けに、各種サービスや製品を販売している。

## 概要
製品の一つに、免税店向けの免税レジスター（簡易POSシステム）がある。免税書類の発行の他、免税一括カウンター業務にも対応。また、訪日外国人旅行者の受け入れ環境整備として店舗を多言語化するにあたり、外国語でPOPを作成できるクラウドサービスを販売している。日本語のはもとより、英語、中国語簡体字、中国語繁体字、韓国語、タイ語の各言語でPOP作成が行える。さらに、印刷済みPOPも販売しており、こちらは、台湾や中国などアジア圏で人気のサンリオのハローキティを使ったデザインとなっている。
中国人を中心とした爆買いを取り込みたい小売店向けに、同サイトは2016年7月7日に公開された。